# Antonio Trigueros
Pour les articles homonymes, voir Trigueros (homonymie).
Antonio Trigueros, né à Chilca au Pérou le 17 janvier 1948, est un footballeur péruvien qui jouait au poste de défenseur.

## Biographie

### Carrière en club
Arrière gauche surgi du Defensor Lima, Antonio Trigueros remporte avec cette équipe le championnat du Pérou en 1973. L'année suivante, il joue 10 matchs lors de la Copa Libertadores 1974.
En 1975, il s'engage avec l'Universitario de Deportes et dispute un match de la Copa Libertadores 1975. Il termine sa carrière au Deportivo Municipal en 1979.

### Carrière en équipe nationale
International péruvien, Antonio Trigueros joue à 14 reprises en équipe nationale entre 1972 et 1976.

## Palmarès
Defensor Lima
- Championnat du Pérou (1) :
  - Champion : 1973.